# هنري كيرنر
هنري كيرنر (بالإنجليزية: Henry Kerner)‏ هو موظف مدني ومحامي أمريكي، ولد في 1966 في نيويورك في الولايات المتحدة.